# 高雄聖徒
高雄聖徒（英語：Kaohsiung Truth）是臺灣職業籃球隊，以高雄市作為球隊所在地，曾經以成員身份參與ABL東南亞職業籃球聯賽賽事。

## 歷史
2016年7月17日，ABL東南亞職業籃球聯賽宣佈高雄聖徒為聯賽的擴編球隊，並為聯賽首支事工隊伍。球隊主要定位在類似SBL超級籃球聯賽發展聯盟的角色，挑選SBL超級籃球聯賽退役球員、SBL超級籃球聯賽選秀落選球員、來自南臺灣的球員。
2016-17年賽季為高雄聖徒在ABL東南亞職業籃球聯賽首個賽季。面對更具默契，更有經驗的另外5支對手（香港東方龍獅、新加坡騰飛之獅、西貢熱火、菲律賓火焰、西港马来西亚猛龙），聖徒打得格外辛苦。
聖徒自2016年11月27日隊史第一場（主場開幕戰）79-90不敵東方開始吞下開季4連敗；不過邁入2017年後，1月7日83-82氣走熱火收下主場首勝，1月25日客場97-79戰勝猛龍拿下客場首勝，聖徒一波9戰5勝讓他們一度有著晉級季後賽的機會；然而自2月22日客場83-103不敵東方後，聖徒以一波7連敗收尾；最終以5勝15敗第6名作收。
2017年6月，高雄聖徒因為財政困難而僅在ABL東南亞職業籃球聯賽存活一個賽季後解散。
2017年9月，臺灣新的職業籃球隊寶島夢想家取代高雄聖徒在ABL東南亞職業籃球聯賽的位置。

## 曾效力球員
- Mikee Reyes
- 魏士傑
- 古人傑
- 駱俊銓
- 王信凱
- 陳山眉
- 銳馬（英语：Raymar Jose）
- 林忠賢
- 張皓鈞
- 阿契（Achie Inigo）
- 張可群
- 黃亞中
- 奧利佛（Chris Oliver）
- 葉家豪
- 許夢華
- 豪爾（Derek Hall）
- 李偉民
- 賴冠瑜

- 參考資料：[10][11][12][13]

## 總教練
- 勞倫斯（Tryston Lawrence）[10]
- 陳山眉[14]

## 外部連結
- 高雄聖徒的Facebook專頁
- 高雄聖徒的Instagram帳戶